# ジョーダン・マイラタ
- ジョーダン・メイラタ

ラフォガ・ジョーダン・マイラタ（Lafoga Jordan Mailata,[maɪˈlɑːtɑː]; 1997年3月31日 - ）は、オーストラリアのニューサウスウェールズ州バンクスタウン出身のプロアメリカンフットボール選手、元ラグビーリーグ選手。NFLのフィラデルフィア・イーグルスに所属している。ポジションはオフェンシブタックル。

## 経歴

### ラグビーリーグキャリア
オーストラリアで生まれ育ち、ナショナルラグビーリーグのカンタベリー・バンクスタウン・ブルドッグスのU18チームでプレーした。2014年にカップ戦前のトレーニング中に気を失い、心臓を修復する手術を受けて1年間ラグビーから離れた。その後復帰し、2人の兄弟と共に地元のジュニアリーグの試合に出場した。
2017年にはサウス・シドニー・ラビトーズのU20チームでプレーした。その後、ラビトーズの下部チームから5,000ドルの単年契約をオファーされた。前述の心臓手術など健康上の懸念から安い金額のオファーしか提示されなかったため、このオファーを断った。

### アメフト転向
マイラタのラグビーリーグでの試合のビデオを観たNFLの幹部によって、NFLの国際育成プログラムであるIPPに招待された。それまでアメリカンフットボールのプレー経験はなく、ルールもあまり知らず、NFLの試合も年に1回スーパーボウルを観戦する程度だった。ポジションは映画『ブラインド・サイド』を見て知ったオフェンシブタックルを選んだ。2018年2月にアメリカ合衆国へ渡り、IMGアカデミーでアメリカンフットボールの指導を受けた。このとき視察に訪れたフィラデルフィア・イーグルスのコーチから高評価を受けた。
NFLのスカウトからは練習生レベルに相当するグレード5.5と評価された。2018年3月にタンパベイ・バッカニアーズの練習施設で行われたコンバインに参加した。スカウトからはフットボールを始めて間もないため、技術を習得するのに長い時間を要することなどを危惧されていたが、一方で恵まれた体格や高い身体能力は評価されていた。

#### フィラデルフィア・イーグルス
| 6 ft 6+7⁄8 in (200 cm) | 385 lb (175 kg) | 5.12 s | 4.67 s | 6.76 s | 22 回 |
| [ 6 ]                  |                 |        |        |        |       |

2018年のNFLドラフトにて、全体233位でフィラデルフィア・イーグルスから指名された。2016年のモリツ・ボーリンガー以来NFL史上2人目となる、アメリカの高校または大学に在学したことがない選手の指名となった。その後4年総額250万ドルのルーキー契約を結んだ。
2018年シーズン開幕前に背中を疲労骨折し、シーズンを全休した。
2019年シーズンも怪我の影響で全休した。
2020年シーズン、ワシントン・フットボールチームとの開幕戦に途中出場してNFLデビューを果たした。第4週のサンフランシスコ・49ers戦で初先発出場した。このシーズンは15試合に出場した。
2021年シーズン開幕前に、先発のレフトタックルに任命された。また、イーグルスと4年総額4,085万ドルの契約延長に合意した。
2022年シーズンはプロボウルの補欠選手に選出された。
2023年シーズンは全17試合に出場した。2024年4月5日、イーグルスとの間で、2028年シーズンまでとなる3年総額6,600万ドルの契約延長に合意した。
2024年シーズンは第6週のクリーブランド・ブラウンズ戦でハムストリングを負傷し、その後の4試合を欠場した。オフェンシブタックルとしてPFFでは最高の評価を受け、自身初となるオールプロセカンドチームに選出された。

## 音楽活動
歌唱力が高く、2022年には音楽番組『The Masked Singer』にてホルヘ・ガルシアと共演している。また、2022年シーズンオフにはイーグルスのチームメイトと共にクリスマスアルバムのレコーディングに参加した。

## 人物
両親はサモア系の移民で、サモア系移民が集中する区画で生まれ育った。登録名の「ジョーダン」はミドルネームであり、姉がマイケル・ジョーダンにちなんで名付けた。
好きな映画は「スター・ウォーズ」や「ロード・オブ・ザ・リング」で、好きなバンドはボン・ジョヴィ。